# Cypholophus kerewensis
Cypholophus kerewensis är en nässelväxtart som beskrevs av P. van Royen. Cypholophus kerewensis ingår i släktet Cypholophus och familjen nässelväxter. Inga underarter finns listade i Catalogue of Life.